# Kubasvartvråk
Kubasvartvråk (Buteogallus gundlachii) är en fågel i familjen hökar inom ordningen hökfåglar.

## Utseende och läte
Kubasvartvråken är en stor och bredvingad vråk. Adulta fåglar är helt mörkbruna till svarta på kroppen, med gul näbb och gula ben. I flykten syns tydliga vita fläckar nära vingspetsarna. Ungfågeln är brun ovan och streckad under, något lik ung bandvingad vråk och rödstjärtad vråk. Sittande skiljer sig ungfågeln från rödstjärtad vråk genom tydligt tecknat huvud och i flykten genom mycket bredare vingar och kortare stjärt.

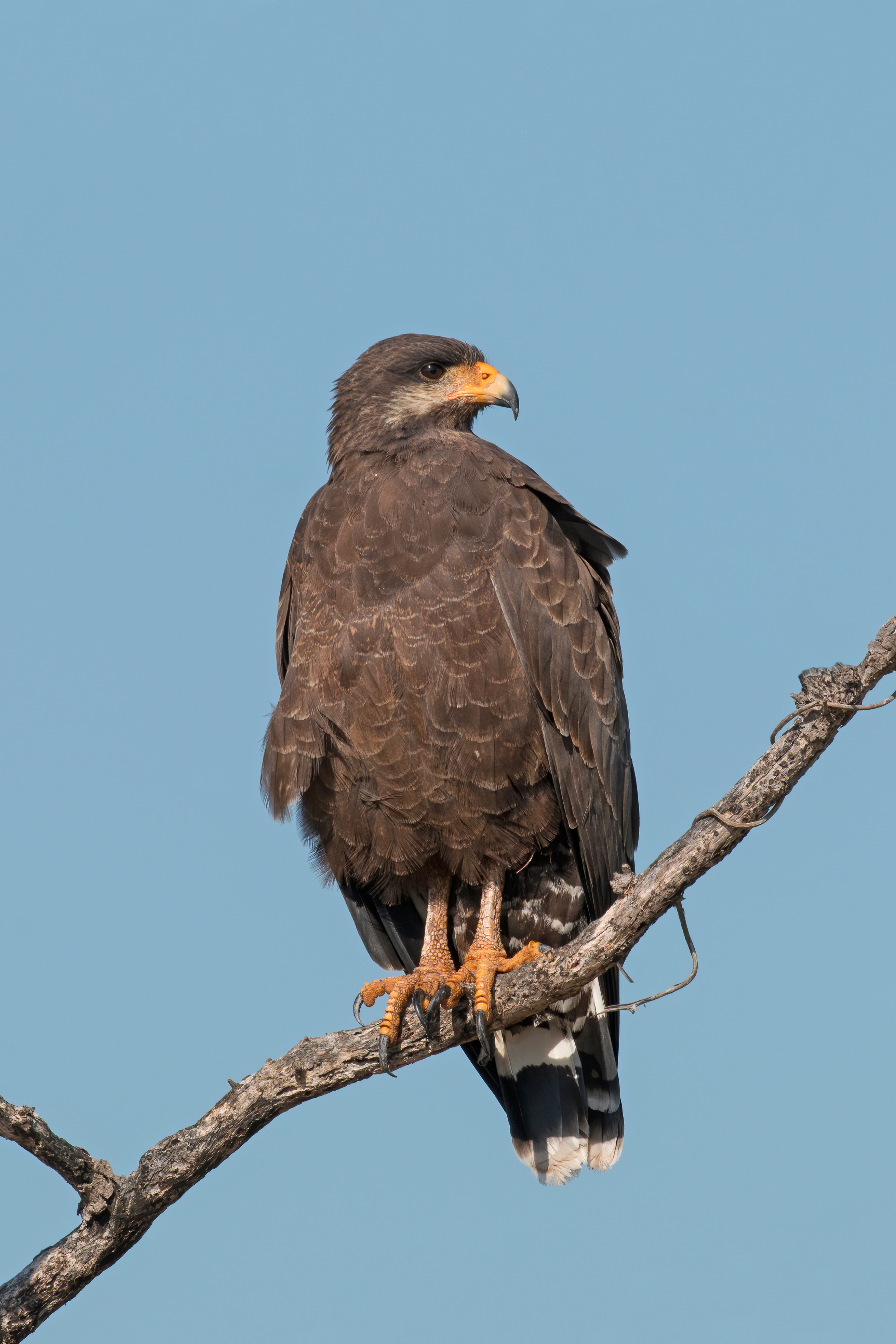

Jämfört med mindre svartvråk (som den tidigare ansågs utgöra en underart till, se nedan) är kubasvartvråken mindre, med brunare fjäderdräkt, tydligare ljusa fjäderspetsar, mycket större vita fläckar på vingundersidan, ett ljust strupsidestreck och avsaknad av rostfärgat inslag i vingen.
Lätet består av en upprepad serie med tre till fyra visslingar, med betoning på de första två tonerna, därav artens lokala namn "BA-TIS-ta".

## Utbredning och systematik
Fågeln är endemisk på Kuba och Isla de la Juventud. Den behandlas som monotypisk, det vill säga att den inte delas in i några underarter. Fågeln ansågs tidigare utgöra en underart till mindre svartvråk (Buteogallus anthracinus), men urskiljs numera allmänt som egen art, baserat på skillnader i utseende och läte.

## Levnadssätt
Kubasvartvråken ses mestadels nära kusten i och intill mangroveskog. Mer sällan påträffas den på sandstränder och palmsavann. Födan består av krabbor, men också död fisk, gnagare och ödlor. Fågeln spanar efter byten från en sittplats i ett träd eller från marken. Den tros häcka från januari till juni. Arten är i stort stannfågel.

## Status
Kubasvartvråken är lokalt vanligt förekommande, men beståndet är mycket litet, uppskattat till endast mellan 1 000 och 2 500 vuxna individer. Den tros också minska i antal till följd av förstörelse och degradering av våtmarksmiljöer. Internationella naturvårdsunionen IUCN kategoriserar arten som nära hotad.

## Namn
Fågelns vetenskapliga artnamn hedrar Johannes Christoph Gundlach (senare ändrat till Juan Cristóbal Gundlach, 1810–1896), tysk ornitolog, zoolog, entomolog boende på Kuba 1839-1896.